# Saunasaari (ö i Södra Savolax, Pieksämäki, lat 62,45, long 27,51)
Saunasaari är en ö i Finland. Den ligger i sjön Sorsavesi och i kommunen Pieksämäki i den ekonomiska regionen  Pieksämäki ekonomiska region  och landskapet Södra Savolax, i den centrala delen av landet, 290 km nordost om huvudstaden Helsingfors. Öns area är 38,4 hektar och dess största längd är 1,6 kilometer i sydöst-nordvästlig riktning.